# 自由放任的鲍勃·迪伦
（参考译名：《自由放任的鲍勃·迪伦》）是美国唱作人鲍勃·迪伦的第二张录音室专辑，由哥伦比亚唱片发行于1963年5月27日。他的首张专辑仅收录了两首原创歌曲，而自本专辑起，迪伦开始为传统曲子创作新歌词。专辑开场曲为，它之后成为了1960年代的代表歌曲，民谣三人组彼得、保羅和瑪麗的翻唱版红遍了全球。其他几首歌曲也在日后被认为是迪伦最好的作品、1960年代民谣界的经典曲目：、和。
迪伦的部分歌词取自民权运动新闻头条中的故事，他还表达了对核战争的恐惧。充满痛苦与非难的爱情歌曲和超现实幽默歌曲平衡了专辑中的政治内容。迪伦的创作才能在本专辑中第一次得到展现。专辑的成功给他带来了国际性的知名度，使他成为了“一代人的发言人”，虽然迪伦本人拒绝这个标签。
该专辑在美国排行榜上达到第22位（最终获得了白金唱片认证），并于1964年在英国排行榜上登顶第一。2003年，它在《滚石》杂志的“史上最伟大的500张专辑”榜单上排名第97位。2002年，它是第一批因“文化、历史和审美方面的显著成就”被美国国会图书馆列入国家录音登记部保存名单的唱片之一。
专辑封面拍摄于1961年12月，选用的是鲍勃·迪伦和他当时的女友苏西·罗托洛相互依偎走在纽约第四街的照片。拍摄者为哥伦比亚唱片公司的摄影师唐·亨斯坦。